# Luca Dalmonte
Luca Dalmonte (nacido el 3 de octubre de 1963 en Imola, Italia) es un entrenador italiano de baloncesto. Actualmente dirige al Skyliners Frankfurt de la Basketball Bundesliga.

## Trayectoria como entrenador
Dalmonte comenzó su carrera como entrenador asistente en el Basket Rimini Crabs en 1983, primero como segundo entrenador de Pasini y luego de Dado Lombardi. Desde 1987, durante dos temporadas, fue entrenador en jefe de Virtus Imola en la Serie B1. En 1989 volvió a ser suplente de Pasini, esta vez en el Basket Brescia en la A2 donde permaneció al año siguiente, cuando en diciembre fue lanzado al frente del equipo en sustitución del técnico Riccardo Sales.
Tras una temporada al frente del Libertas Forlì, firmó por Fortitudo Bolonia, para ser segundo entrenador del 1993 a 1997. Durante este período, tras la marcha de Sergio Scariolo en noviembre de 1996, Dalmonte debutó como técnico en la Lega Basket Serie A, ganando el derbi de la ciudad contra Virtus en el único partido disputado primer entrenador. Posteriormente vuelve a desempeñar el papel de asistente, respectivamente, de Bianchini y Skansi.
En 1998-99 se convirtió en entrenador del Mens Sana Siena, pero fue despedido a principios de enero. A partir del verano siguiente asumió la dirección técnica de Avellino, llevando al equipo de la Serie A2 a la Serie A1 en su primera temporada. Después de tres temporadas en Irpinia, regresa a la Serie A2 firmando con Reggio Emilia con el que disputaría la fase final de los playoffs. 
En la temporada 2003-2004 dirige al Roseto Basket en la Serie A.
En la temporada 2004-2005, firma como entrenador del Basket Club Ferrara de la Legadue durante dos temporadas. En el segundo año su equipo logra el ascenso directo en la penúltima jornada de liga. 
En la temporada 2006-2007 dirige al Teramo Basket de la  Lega Basket Serie A, pero es despedido tras 18 partidos. 
De 2007 a 2009 fue entrenador del Pallacanestro Cantù.
Desde 2009 a 2012, dirigiría durante tres temporadas al Victoria Libertas Pesaro.
En 2012 firmó por el Fenerbahçe como entrenador asistente, al que también dirigió durante varios partidos. 
Desde 2013 a 2015 dirigió al Virtus Roma de la Lega Basket Serie A.
En noviembre de 2016 asumió la dirección técnica del Scaligera Basket Verona de la Serie A2 (baloncesto italiano), con el que llegó a los play-offs. Dirigió al conjunto de Verano hasta diciembre de 2019 cuando fue relevado de su cargo.
En diciembre de 2020, se convierte en entrenador de Fortitudo Bologna de la Lega Basket Serie A, para sustituir al destituido Romeo Sacchetti, al que dirige hasta el final de la temporada 2020-21.
El 23 de marzo de 2022, firma por los Skyliners Frankfurt de la Basketball Bundesliga.

## Clubs como entrenador
- 1983-1987: Basket Rimini Crabs (Asistente)
- 1987-1989: Andrea Costa Imola (Asistente)
- 1989-1991: Basket Brescia (Asistente)
- 1991-1992: Basket Brescia
- 1992-1993: Fulgor Libertas Forlì
- 1993-1997: Fortitudo Bologna (Asistente)
- 1998-1999: Mens Sana Siena
- 1999–2002: Scandone Avellino
- 2002–2003: Pallacanestro Reggiana
- 2003-2004: Roseto Sharks
- 2004-2006: Basket Club Ferrara
- 2006-2007: Teramo Basket
- 2007-2009: Pallacanestro Cantù
- 2009–2012: Victoria Libertas Pesaro
- 2010–2016: Selección de baloncesto de Italia (Asistente)
- 2012–2013: Fenerbahçe (Asistente)
- 2012–2013: Fenerbahçe
- 2013–2015: Virtus Roma
- 2016-2019: Scaligera Basket Verona
- 2020-2021: Fortitudo Bologna
- 2022-act.: Skyliners Frankfurt